# Lars Bak
Lars Ytting Bak (Silkeborg, 16 januari 1980) is een voormalig Deens wielrenner.
In de wegwedstrijd op de Olympische Spelen in Londen eindigde Bak op plek 71, op veertig seconden van winnaar Aleksandr Vinokoerov. Drie dagen later werd hij veertiende in de tijdrit.

## Belangrijkste overwinningen

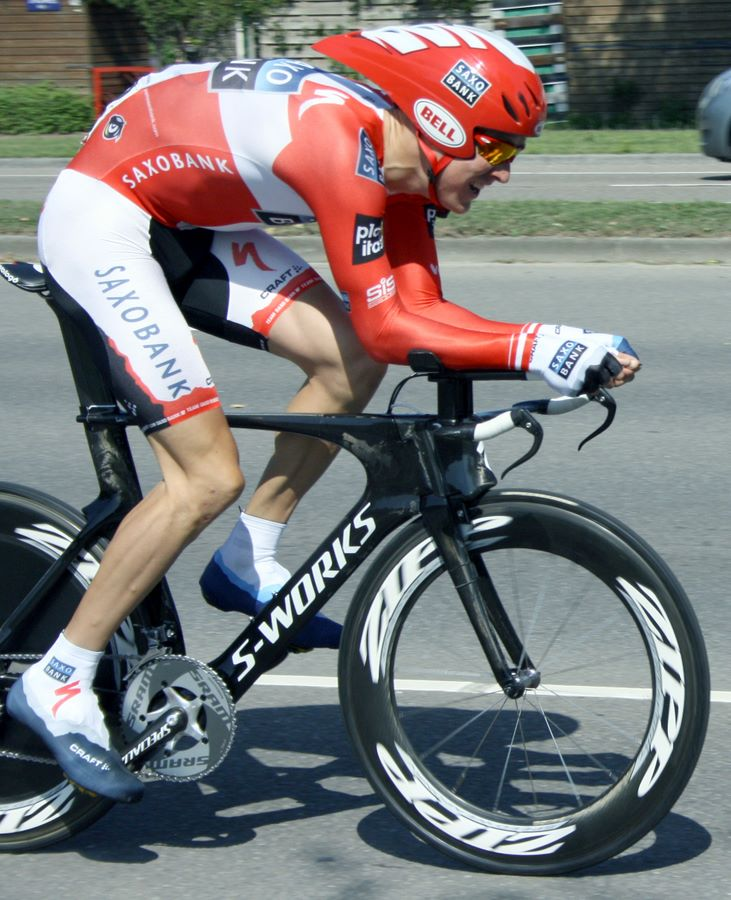
Lars Bak in een tijdrit

2004
1e etappe Ronde van Luxemburg
2005
4e etappe Ronde van de Middellandse Zee (ploegentijdrit)
 Deens kampioen op de weg, Elite
1e etappe Ronde van de Toekomst
Eindklassement Ronde van de Toekomst
Parijs-Bourges
GP Alphonse Schepers
2006
UCI Ploegentijdrit
Proloog Ronde van Spanje (ploegentijdrit)
2007
 Deens kampioen tijdrijden, Elite
5e etappe Ronde van het Waalse Gewest
2008
 Deens kampioen tijdrijden, Elite
1e etappe Ronde van Polen (ploegentijdrit)
2009
 Deens kampioen tijdrijden, Elite
5e etappe Eneco Tour
2010
1e etappe Ronde van Spanje (Ploegentijdrit)
2011
1e etappe Ronde van Italië (ploegentijdrit)
2012
12e etappe Ronde van Italië
GP Fourmies

## Resultaten in voornaamste wedstrijden
| Jaar | Ronde van Italië | Ronde van Frankrijk | Ronde van Spanje |
| ---- | ---------------- | ------------------- | ---------------- |
| 2002 |                  |                     |                  |
| 2003 | buiten tijd      |                     |                  |
| 2004 |                  |                     |                  |
| 2005 |                  |                     |                  |
| 2006 |                  |                     | 21e °            |
| 2007 |                  |                     |                  |
| 2008 |                  |                     |                  |
| 2009 | 20e              |                     |                  |
| 2010 |                  |                     | 154e °           |
| 2011 | 127e °           | 154e                |                  |
| 2012 | 72e (1)          | 96e                 |                  |
| 2013 | 95e              | 108e                |                  |
| 2014 | 56e              | 82e                 |                  |
| 2015 | 90e              | 37e                 |                  |
| 2016 | opgave           | 173e                |                  |
| 2017 | 118e             | 123e                |                  |
| 2018 | 106e             |                     |                  |
| 2019 |                  | 147e                |                  |

| Jaar | Milaan-San Remo | Gent-Wevelgem | Ronde van Vlaanderen | Parijs-Roubaix | Ronde van Lombardije | Parijs-Tours |  | WK op de weg |  | Wereldranglijsten |
| ---- | --------------- | ------------- | -------------------- | -------------- | -------------------- | ------------ |  | ------------ |  | ----------------- |
| 2002 |                 |               |                      |                |                      |              |  | 125e         |  |                   |
| 2003 |                 |               |                      |                |                      |              |  |              |  |                   |
| 2004 |                 |               |                      | 90e            |                      |              |  |              |  |                   |
| 2005 |                 | 39e           | 86e                  |                |                      | 24e          |  | 39e          |  |                   |
| 2006 |                 |               |                      |                | 95e                  | 50e          |  | 74e          |  |                   |
| 2007 |                 |               |                      |                |                      | 115e         |  | opgave       |  |                   |
| 2008 |                 | 169e          |                      |                |                      |              |  | opgave       |  | 30e (UPT)         |
| 2009 |                 |               | 109e                 | 45e            |                      | 106e         |  | opgave       |  | 58e (UWK)         |
| 2010 | 121e            | 35e           | 74e                  | 21e            |                      | 29e          |  | 76e          |  |                   |
| 2011 | 59e             | 21e           | 34e                  | 5e             |                      | 44e          |  | 32e          |  | 82e (UWT)         |
| 2012 | 141e            |               |                      |                |                      |              |  |              |  | 138e (UWT)        |
| 2013 | 117e            |               |                      | opgave         |                      | 27e          |  |              |  |                   |
| 2014 |                 | 130e          | 66e                  |                |                      |              |  |              |  |                   |
| 2015 |                 | opgave        | opgave               | 35e            |                      |              |  | 45e          |  |                   |
| 2016 | 135e            | 42e           | 40e                  | 65e            |                      | 150e         |  | opgave       |  |                   |
| 2017 | 167e            | opgave        |                      | 64e            |                      | 107e         |  |              |  | 279e (UWT)        |
| 2018 | 130e            | 59e           | 74e                  | 38e            |                      | 48e          |  |              |  |                   |
| 2019 |                 | opgave        | 125e                 | 91e            |                      | 7e           |  |              |  |                   |

## Ploegen
- 2001 –  Team Fakta (stagiair vanaf 1-9)
- 2002 –  EDS-Fakta
- 2003 –  Team Fakta
- 2004 –  Bankgiroloterij
- 2005 –  Team CSC
- 2006 –  Team CSC
- 2007 –  Team CSC
- 2008 –  Team CSC Saxo Bank [a]
- 2009 –  Team Saxo Bank
- 2010 –  Team HTC-Columbia
- 2011 –  Team HTC-High Road
- 2012 –  Lotto-Belisol
- 2013 –  Lotto-Belisol
- 2014 –  Lotto-Belisol
- 2015 –  Lotto Soudal
- 2016 –  Lotto Soudal
- 2017 –  Lotto Soudal
- 2018 –  Lotto Soudal
- 2019 -  Team Dimension Data

1. ↑  Tot eind juni heette de ploeg Team CSC, maar na het aantrekken van Saxo Bank als cosponsor werd de naam veranderd.